# Comuna Dobârlău, Covasna
Dobârlău  în maghiară Dobolló, este o comună în județul Covasna, Transilvania, România, formată din satele Dobârlău (reședința), Lunca Mărcușului, Mărcuș și Valea Dobârlăului.

## Geografie
Comuna Dobârlău este situată în sudul judeţului Covasna pe malul stang al Râului Negru, în sud-estul Țării Bârsei, înconjurată de Clăbucetele Întorsurii - munți din curbura interioară a Carpaților - pe drumul județean 103B, la limita cu județul Brașov. Centru de comună, localitatea Dobârlău se află situată la granița județelor Brașov și Covasna, 23 km nord-est de orașul Brașov și 16 km de reședința județului Covasna, într-un cadru natural deosebit, la o altitudine de 640 m, împrejmuită de dealurile împădurite de la poalele Muntelui Piliștea (Pilișca) - 1223 m și rasfirată de-o parte și de alta a Pârâului Finișoara și a Văii Dobârlăului.

## Demografie
Componența etnică a comunei Dobârlău
     Români (91,87%)
     Alte etnii (0,57%)
     Necunoscută (7,56%)
Componența confesională a comunei Dobârlău
     Ortodocși (90,33%)
     Alte religii (1,41%)
     Necunoscută (8,26%)
Conform recensământului efectuat în 2021, populația comunei Dobârlău se ridică la 2.275 de locuitori, în creștere față de recensământul anterior din 2011, când fuseseră înregistrați 2.135 de locuitori. Majoritatea locuitorilor sunt români (91,87%), iar pentru 7,56% nu se cunoaște apartenența etnică. Din punct de vedere confesional, majoritatea locuitorilor sunt ortodocși (90,33%), iar pentru 8,26% nu se cunoaște apartenența confesională.

## Politică și administrație
Comuna Dobârlău este administrată de un primar și un consiliu local compus din 11 consilieri. Primarul, Bogdan Barbu[*], de la Partidul Social Democrat, este în funcție din 2016. Începând cu alegerile locale din 2024, consiliul local are următoarea componență pe partide politice:
|  | Partid                          | Consilieri | Componența Consiliului | Componența Consiliului | Componența Consiliului | Componența Consiliului | Componența Consiliului | Componența Consiliului | Componența Consiliului |
|  | ------------------------------- | ---------- | ---------------------- | ---------------------- | ---------------------- | ---------------------- | ---------------------- | ---------------------- | ---------------------- |
|  | Partidul Social Democrat        | 7          |                        |                        |                        |                        |                        |                        |                        |
|  | Partidul Național Liberal       | 2          |                        |                        |                        |                        |                        |                        |                        |
|  | Alianța pentru Unirea Românilor | 1          |                        |                        |                        |                        |                        |                        |                        |
|  | Uniunea Salvați România         | 1          |                        |                        |                        |                        |                        |                        |                        |